# El Berrendo
El Berrendo è una località che si trova nel comune di Janos nello Stato del Chihuahua, Messico. Si trova al confine tra il Messico e gli Stati Uniti, al di là del confine si trova la comunità di Antelope Wells nello Stato del Nuovo Messico.